# Muồng dây
Danh hoa, muồn dây hay muồng dây (danh pháp khoa học: Sarcodum scandens) là một loài thực vật có hoa trong họ Đậu. Loài này được Lour. miêu tả khoa học đầu tiên.
João de Loureiro ghi tên gọi tiếng Việt của nó là "cây muòng deei" (= cây muồng dây).

## Phân bố
Loài này là bản địa Lào, Việt Nam, đông nam Trung Quốc (gồm cả đảo Hải Nam), Philippines và Indonesia (Java, Maluku, Sulawesi).